# Щербатинський Павло Іванович
Щербати́нський Павло́ Іва́нович — український драматург і режисер, літератор режисерської лабораторії Леся Курбаса в театрі «Березіль», один з ініціаторів створення Київського театру ляльок.

## Факти біографії
1925 — член режисерського штабу мистецького об'єднання «Березіль». Літератори Павло Щербатинський і Лазар Френкель працювали при штабі на постійній роботі. Співпрацював також з В. Ярошенком.
1927 — один з ініціаторів створення Київського театру ляльок, член літературної лабораторії. Співпрацював з О. Соломарським.
1929 — Київський театр малих форм (ТЕМАФ) поставив кілька вистав за сценарієм П. Щербатинського, найбільш вдала з яких — Ораторія-плакат «7+17».
1930–1931 — сценарист у Київському цирку, де за його сценарієм Г. Юрою був поставлений «Бунтар Кармелюк» (1930).
Був репресований в часи сталінських репресій. На даний час опубліковані уривки з допитів В. Чечвянського (брата О. Вишні), який був змушений свідчити про те, що П. Щербатинський серед інших молодих літераторів входив до підпільної контрреволюційної організації. Також про його участь у «підпіллі» свідчив і репресований поет Марко Вороний. Максим Рильський намагався виправдати молодих літераторів: «останніми часами я почасти зблизився на ґрунті чарки горілки, шклянки пива — з деким із молодших літераторів: Яковенком, Косяченком, Щербатинським (останнього, як досвідченого в театральній справі, я притягав до роботи над лібретто опери).» «Чи втяг я кого-небудь до організації? Ні. Але шкідливо впливати на молодших товаришів (Косяченко, Яковенко, Щербатинський) — спитувався. Молодняк реагував досить невиразно, але моя шкідлива роль безперечна».

## Роботи
- «За двома зайцями» (1925) — фрагменти сценарію до спектаклю театру «Березіль» (Харків)
- «Старовинний петрушка» та «Музики» за Л.Глібовим (1927) — режисерська робота в Театрі ляльок (Київ)[13]
- «Паноптикум рідкісних тварин» (1929), Київський театр малих форм (ТЕМАФ)
- «Троячка» (1929), ТЕМАФ
- Ораторія-плакат «7+17» (1929), ТЕМАФ
- «Світовий масштаб та ЗАГС» (1929), ТЕМАФ
- «Бунтар Кармелюк» (1930) — сценарій вистави, поставленої у Київському цирку Г. Юрою[14]
- «Доброї роботи!» (1931), п'єса[15]